# Telescopio estremamente grande
Un telescopio estremamente grande (ELT, Extremely Large Telescope) è un telescopio di notevoli dimensioni, cioè di diametro maggiore di 20 metri. Attualmente diversi telescopi di questo tipo sono in fase di studio o di progetto:
- Extremely Large Telescope[1]
- Thirty Meter Telescope[2]
- Giant Magellan Telescope[3]
- Overwhelmingly Large Telescope[4] progetto abbandonato a favore dell'ELT

Questi telescopi hanno molte caratteristiche in comune, come l'utilizzo di un'ottica adattiva per ridurre al minimo le distorsioni di immagine dovute alla turbolenza atmosferica, e l'utilizzo di uno specchio primario formato da tanti specchi segmentati, simile a quello già in uso presso il telescopio Keck.

I tre ELT confrontati con altri telescopi